# Svanatjärnen (Anundsjö socken, Ångermanland)
Svanatjärnen är en sjö i Örnsköldsviks kommun i Ångermanland och ingår i Moälvens huvudavrinningsområde.